# Resolutie 1443 Veiligheidsraad Verenigde Naties
Resolutie 1443 van de Veiligheidsraad van de Verenigde Naties werd op 25 november 2002 unaniem aangenomen op de 4650e vergadering van de Veiligheidsraad.

## Achtergrond
Op 2 augustus 1990 viel Irak zijn zuiderbuur Koeweit binnen en bezette dat land. De Veiligheidsraad veroordeelde de inval nog diezelfde dag middels resolutie 660 en later kregen de lidstaten carte blanche om Koeweit te bevrijden. Eind februari 1991 was die strijd beslecht en legde Irak zich neer bij alle aangenomen VN-resoluties. Het land werd vervolgens verplicht zich te ontwapenen door onder meer al zijn massavernietigingswapens te vernietigen. Daaraan werkte Irak echter met grote tegenzin mee, tot grote woede van de Verenigde Staten, die het land daarom in 2003 opnieuw binnenvielen.
In 1995 werd met resolutie 986 het olie-voor-voedselprogramma in het leven geroepen om met olie-inkomsten humanitaire hulp aan de Iraakse bevolking te betalen.

## Inhoud

### Waarnemingen
De Veiligheidsraad herinnerde aan zijn eerdere resoluties 986, 1284, 1352, 1360, 1382 en 1409. De Raad nam nota van het verslag van de secretaris-generaal S/2002/1239 van 12 november 2002, was vastbesloten de humanitaire situatie in Irak te verbeteren en bevestigde nogmaals dat alle lidstaten de Iraakse soevereiniteit en territoriale integriteit hoog in het vaandel hadden.
Het bleef noodzakelijk de noden van de Iraakse bevolking te lenigen zolang de Iraakse regering niet voldeed aan onder meer de resoluties 687 en 1284.

### Handelingen
De Veiligheidsraad:
1. Beslist de provisies van resolutie 1409 te verlengen tot 4 december.
2. Besluit op de hoogte te blijven.

## Verwante resoluties
- Resolutie 1409 Veiligheidsraad Verenigde Naties
- Resolutie 1441 Veiligheidsraad Verenigde Naties
- Resolutie 1447 Veiligheidsraad Verenigde Naties
- Resolutie 1454 Veiligheidsraad Verenigde Naties

Lijst ·  1387 ·  1388 ·  1389 ·  1390 ·  1391 ·  1392 ·  1393 ·  1394 ·  1395 ·  1396 ·  1397 ·  1398 ·  1399 ·  1400 ·  1401 ·  1402 ·  1403 ·  1404 ·  1405 ·  1406 ·  1407 ·  1408 ·  1409 ·  1410 ·  1411 ·  1412 ·  1413 ·  1414 ·  1415 ·  1416 ·  1417 ·  1418 ·  1419 ·  1420 ·  1421 ·  1422 ·  1423 ·  1424 ·  1425 ·  1426 ·  1427 ·  1428 ·  1429 ·  1430 ·  1431 ·  1432 ·  1433 ·  1434 ·  1435 ·  1436 ·  1437 ·  1438 ·  1439 ·  1440 ·  1441 ·  1442 ·  1443 ·  1444 ·  1445 ·  1446 ·  1447 ·  1448 ·  1449 ·  1450 ·  1451 ·  1452 ·  1453 ·  1454